# Carl Friedrich von Hamberger
Carl Friedrich Wilhelm von Hamberger (* 20. Februar 1745 in Schlüsselburg; † 1. Juli 1811 in Elbing) war ein preußischer Generalmajor.

## Leben

### Herkunft
Hamberger entstammte einem hessischen Adelsgeschlecht aus dem Raum Anspach. Sein Vater stand als Oberst in russischen Diensten, seine Mutter war eine geborene von der Lith.

### Militärkarriere
Er war zunächst seit Juni 1758 Kadett in Berlin. Am 22. April 1762 wurde Hamberger als Gefreiterkorporal im Infanterieregiment „von Syburg“ der Preußischen Armee angestellt. Während des Feldzuges 1762/63 nahm er an der Belagerung von Schweidnitz sowie den Gefechten bei Leutmannsdorf und Adelsbach teil. Als Sekondeleutnant war Hamberger ab Juli 1773 Adjutant des Grenadierbataillons „von Collrep“. Er nahm 1778/79 am Bayerischen Erbfolgekrieg teil, wurde zwischenzeitlich am 1. November 1778 Premierleutnant und kam dann am 28. Juli 1782 als Stabskapitän in das Infanterieregiment „von Schott“. Dort stieg er Mitte März 1786 zum Kapitän und Kompaniechef auf. Am 20. Januar 1790 zum Major befördert, übertrug man Hamberger am 15. Oktober 1797 das Kommando über das Regiment. Es folgten am 29. Juni 1798 die Beförderungen zum Oberstleutnant sowie am 26. Juni 1799 zum Oberst. Anlässlich einer Revue zeichnete König Friedrich Wilhelm III. ihn am 7. Juni 1802 mit dem Orden Pour le Mérite aus.
Während des Vierten Koalitionskrieges setzte ihn der König am 6. November 1806 als interimistischen Kommandanten von Danzig ein. Hamberger erhielt dabei den Auftrag, gemeinsam mit dem Generalleutnant von Manstein die Festung Danzig bis auf den letzten Mann gegen die Franzosen zu verteidigen. Aufgrund seiner gezeigten Leistungen und seines Einsatzes wurde er am 2. Dezember 1806 zum Generalmajor befördert. Außerdem ernannte ihn der König am 28. Januar 1807 zum Chef des Infanterieregiments „von Reinhart“. Nach dem Fall der Festung Ende Mai 1807 erhielt Hamberger für seinen Mut und seine Entschlossenheit bei der Verteidigung des Hagelsberges den Roten Adlerorden. Außerdem wurde ihm bis weiteres Urlaub gewährt.
Hamberger wurde nach seinem Tod am 4. Juli 1811 auf St. Annen bei Elbing beigesetzt.

### Familie
Er heiratete am 29. August 1783 in Königsberg Johanna Albertine Wilhelmine von Syburg, geschiedene von Wegnern (* 20. April 1740; † 12. Mai 1790). Sie war die Tochter des preußischen Generalmajors Friedrich Wilhelm von Syburg (1709–1770).